# Аверьяновка (Ростовская область)
Аверьяновка — упразднённый хутор в Кагальницком районе Ростовской области России. На момент упразднения входил в состав Кагальницкого сельсовета (ныне Кагальницского сельского поселения) Зерноградского района. Исключён из учётных данных в 1978 году.

## География
Хутор располагался на правом берегу реки Кагальник, на расстоянии примерно 1 км к западу от станицы Кагальницкая.

## История
По всей видимости возник во 2-й половине 1920-х годов. По данным на 1926 год состоял из 10 хозяйств. В административном отношении входил в состав Кагальницкого сельсовета Батайского района Донского округа Северо-Кавказского края.
Упразднён в 1978 году.

## Население
По данным переписи 1926 года на хуторе проживало 32 человека (17 мужчин и 15 женщин); из которых украинцы составляли 59 % населения, великороссы — 22 %, белорусы — 19 %. 31 % жителей хутора относились к казачьему сословию.